# Barbara Smith
Barbara Smith (Cleveland, 16 dicembre 1946) è un'attivista e scrittrice statunitense.
Femminista lesbica afroamericana, è tra le maggiori esponenti della corrente del femminismo nero, del femminismo radicale e del femminismo lesbico.
È tra le fondatrici del collettivo Combahee River Collective e, insieme a Audre Lorde di Kitchen Table: Women of Color Press, una casa editrice specializzata nelle pubblicazioni scritte da donne di colore, ed è una delle prime saggiste a definire il concetto della simultaneità delle oppressioni che subiscono le donne nere.
La Smith si definisce "una femminista nera, una donna nera, una lesbica nera", soggetta pertanto a sistemi di oppressione tra loro interconnessi, relativi a razza, classe, genere, preferenza sessuale. 

Il suo lavoro critico ed editoriale negli anni settanta e ottanta ha contribuito a valorizzare la tradizione letteraria delle donne afroamericane ed a definire il femminismo nero.

## Opere
- Bethel, Lorraine, Barbara Smith, eds. Conditions: Five, The Black Women's Issue 2, no. 2 (1979).
- Bulkin, Elly, Minnie Bruce Pratt, and Barbara Smith. Yours in Struggle: Three Feminist Perspectives on Anti-Semitism and Racism. Ithaca, N.Y.: Firebrand Books, 1984, 1988.
- Hull, Gloria T., Patricia Bell Scott, Barbara Smith, eds. All the Women Are White, All the Blacks are Men, But some of Us Brave: Black Women's Studies. New York: The Feminist Press at The City University of New York, 1982.
- Mankiller, Wilma, Gwendolyn Mink, Marysa Navarro, Barbara Smith, and Gloria Steinem, eds. The Reader's Companion to U.S. Women's History. Boston and New York: Houghton Mifflin, 1998.
- Barbara Smith, Beverly Smith: “Across the Kitchen Table: A Sister-to-Sister Dialogue.” In This Bridge Called My Back: Writings by Radical Women of Color, ed. Cherrie Moraga e Gloria Anzaldúa. Watertown, MA: Persephone Press, 1981
- Barbara Smith: “'Feisty Characters' and ‘Other People's Causes': Memories of White Racism and U. S. Feminism.” In The Feminist Memoir Project: Voices from Women's Liberation, eds. Rachel Blau DuPlessis and Ann Snitow. New York: Crown Publishing, 1998.
- Barbara Smith: Home Girls: A Black Feminist Anthology. New York: Kitchen Table: Women of Color Press, 1983.
- Barbara Smith: Writings on Race, Gender and Freedom: The Truth that Never Hurts. Rutgers University Press, New Jersey, 1998.
- Barbara Smith: “Where Has Gay Liberation Gone? An Interview with Barbara Smith.” In Homo Economics: Capitalism, Community, and Lesbian and Gay Life, ed. Amy Gluckman and Betsy Reed. New York and London: Routledge, 1997.